# Tastiera Jankó

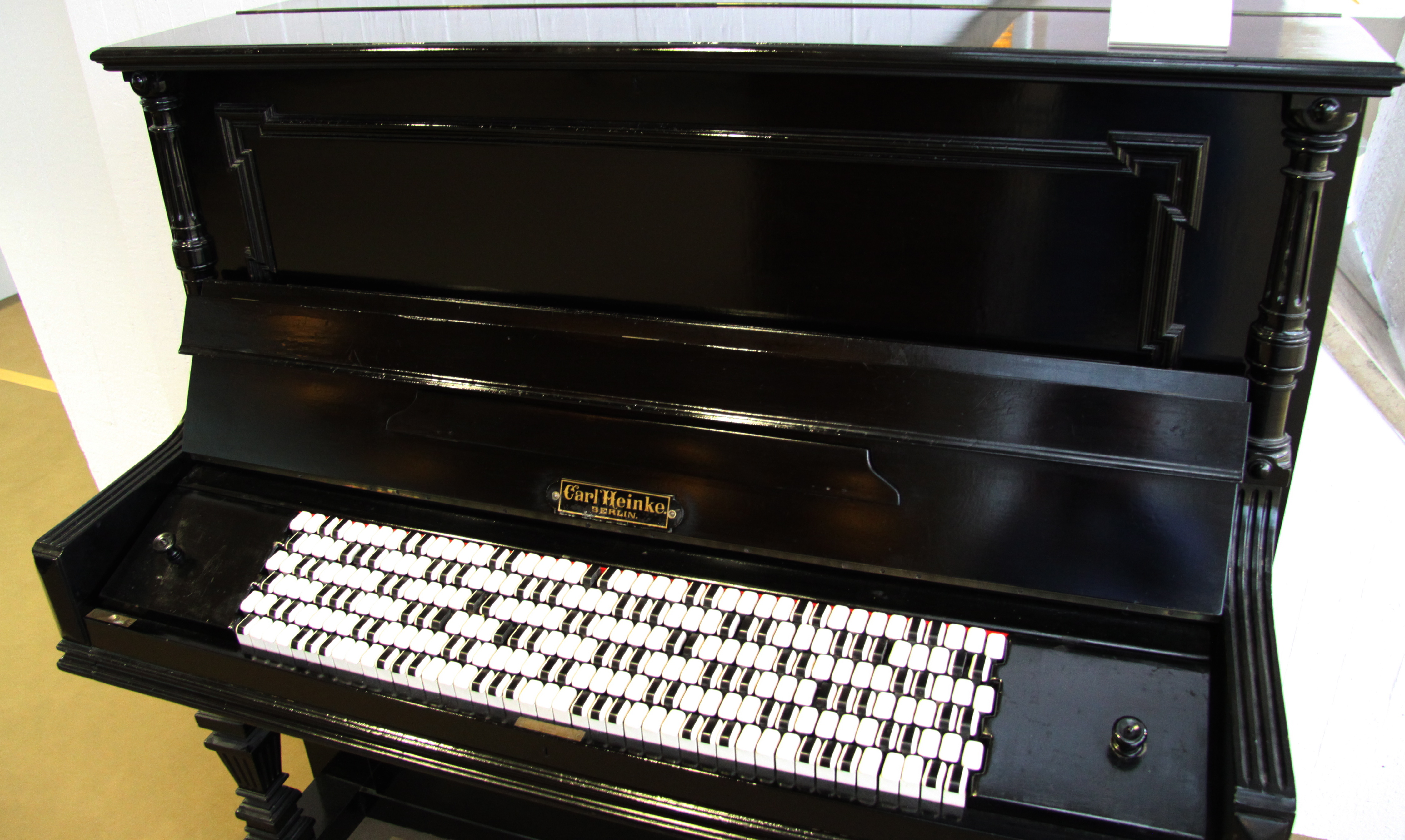
Un pianoforte con tastiera Jankó.

La tastiera Jankó è una tastiera ideata nel 1882 da Paul von Jankó come alternativa a quella del pianoforte.

## Storia
Nei suoi primi anni, la tastiera Jankó venne lodata da pianisti del calibro di Franz Liszt e Arthur Rubinstein ma, per colpa della diteggiatura non convenzionale, non riuscì a diffondersi: pochi pianisti erano disposti a reimparare da capo il loro repertorio. Ad impedirne la diffusione fu anche un circolo vizioso: non si trovava nelle sale da concerto perché erano in pochi a suonarla, ed erano in pochi a suonarla perché poche erano le sale da concerto dove avrebbero potuto esibirsi. La soluzione, adottata da Paul Von Jankó stesso, era quella di trasportare il proprio strumento al luogo del concerto; fattibile fintanto che i pianoforti avevano il telaio in legno, ma difficile a seguito dell'invenzione, del pianoforte a telaio in ghisa, pesante nell'ordine dei quintali.
La disposizione dei tasti "alla Jankó" non prescrive una particolare forma del tasto, solo dove siano posizionate le note. Pertanto, le tastiere Jankó hanno assunto molte forme nel corso degli anni. Jankó stesso, nel brevetto tedesco numero 25852, datato 14 gennaio 1884, aveva usato tasti simili a quelli neri del pianoforte. Un anno dopo, nel brevetto tedesco numero 32138, datato 1º luglio 1885, i tasti avevano assunto una forma più larga, che ricordava invece quella dei tasti bianchi.
La Blüthner ha aggiunto alle configurazioni dell'Haessler, un suo marchio di pianoforte, la possibilità di montare una tastiera Jankó. L'accorgimento, tuttavia, incrementa di 7000€ il prezzo del pianoforte.
In Giappone, una ditta nota come Chromatone produce la Chromatone CT-312, con tasti disposti alla Jankó, ma dalla superficie ovale. La CT-312 è solo una parte del progetto dell'ideatore, che intende diffondere il metodo musicale "Muto".

## Descrizione
La tastiera Jankó, come descritta dall'ideatore, ha 6 righe di tasti. Muovendosi di tasto in tasto lungo una fila si trovano intervalli di un tono. Salendo o scendendo di fila, se si va a destra si aumenta di un semitono, se si va a sinistra si scende di un semitono.
Per produrre tutte le note dello strumento sarebbero sufficienti 2 righe, come nel pianoforte, ma il fatto che una stessa nota si presenti su tre tasti permette più diteggiature.
Le note dell'ottava sono in una cosiddetta disposizione 6-6, diversamente dal pianoforte, detto 7-5(7 tasti bianchi, 5 neri).
La tastiera Jankó risolveva i problemi che il suo inventore attribuiva alla tastiera standard del suo periodo: rendendo costante il rapporto fra le posizioni delle dita e gli intervalli musicali prodotti, permetteva di usare una sola diteggiatura per tutte e 12 le scale maggiori, una per le 12 scale minori, et cetera. Questa proprietà è detta isomorfismo: stessa disposizione delle dita, stessi intervalli musicali.
La larghezza lievemente ridotta dei tasti, assieme alla disposizione dei tasti più compatta, permette di suonare con una sola mano intervalli più ampi che sul comune pianoforte.